# HD 188753
HD 188753 — тройная звёздная система в созвездии Лебедя. Расстояние от Солнечной системы составляет примерно 151 световой год. Предположительно, в системе находится экзопланета. Все три звезды, входящие в систему HD 188753, располагаются друг от друга на расстоянии, примерно равном расстоянию от Сатурна до Солнца, а сама планета обращается на очень близкой орбите вокруг жёлтой звезды, похожей на наше Солнце.

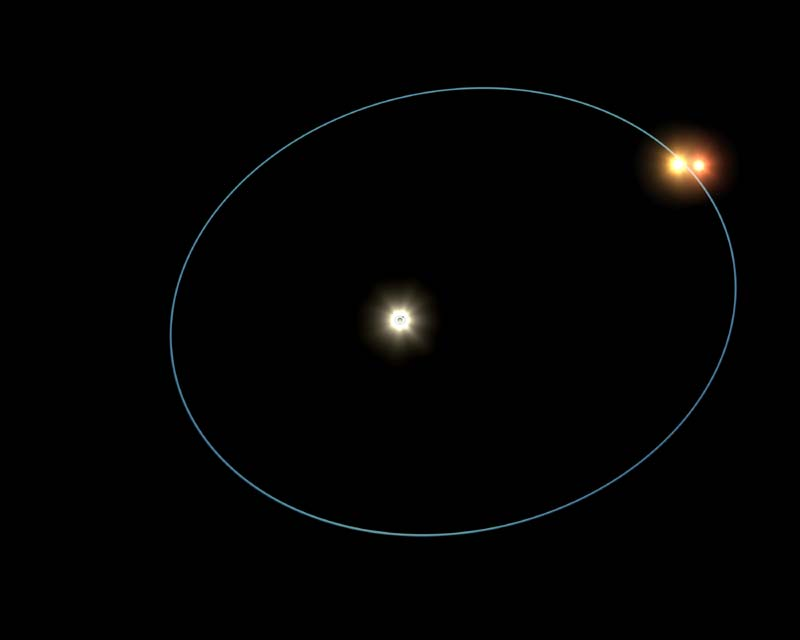
Орбита HD 188753

## Звёзды
Главная звезда HD 188753 A − жёлтый карлик главной последовательности массой 1,06 массы Солнца. На расстоянии 12,3 а. е. от неё друг вокруг друга вращаются звёзды HD 188753 B (оранжевый карлик) и HD 188753 C (красный карлик). Их период обращения друг вокруг друга составляет 156 суток. Период обращения пары BC вокруг главной звезды A составляет 25,7 лет.

## Планетная система
HD 188753 A b — неподтверждённая первая экзопланета, которая была открыта у звезды HD 188753 A. Найденную планету HD 188753 A b иногда неофициально называют Татуином, по аналогии с родным миром персонажа «Звёздных войн» Люка Скайуокера. Предполагается, что обнаруженная планета относится к классу горячих газовых гигантов. Период обращения планеты вокруг главной звезды системы составляет 3,35 дня.

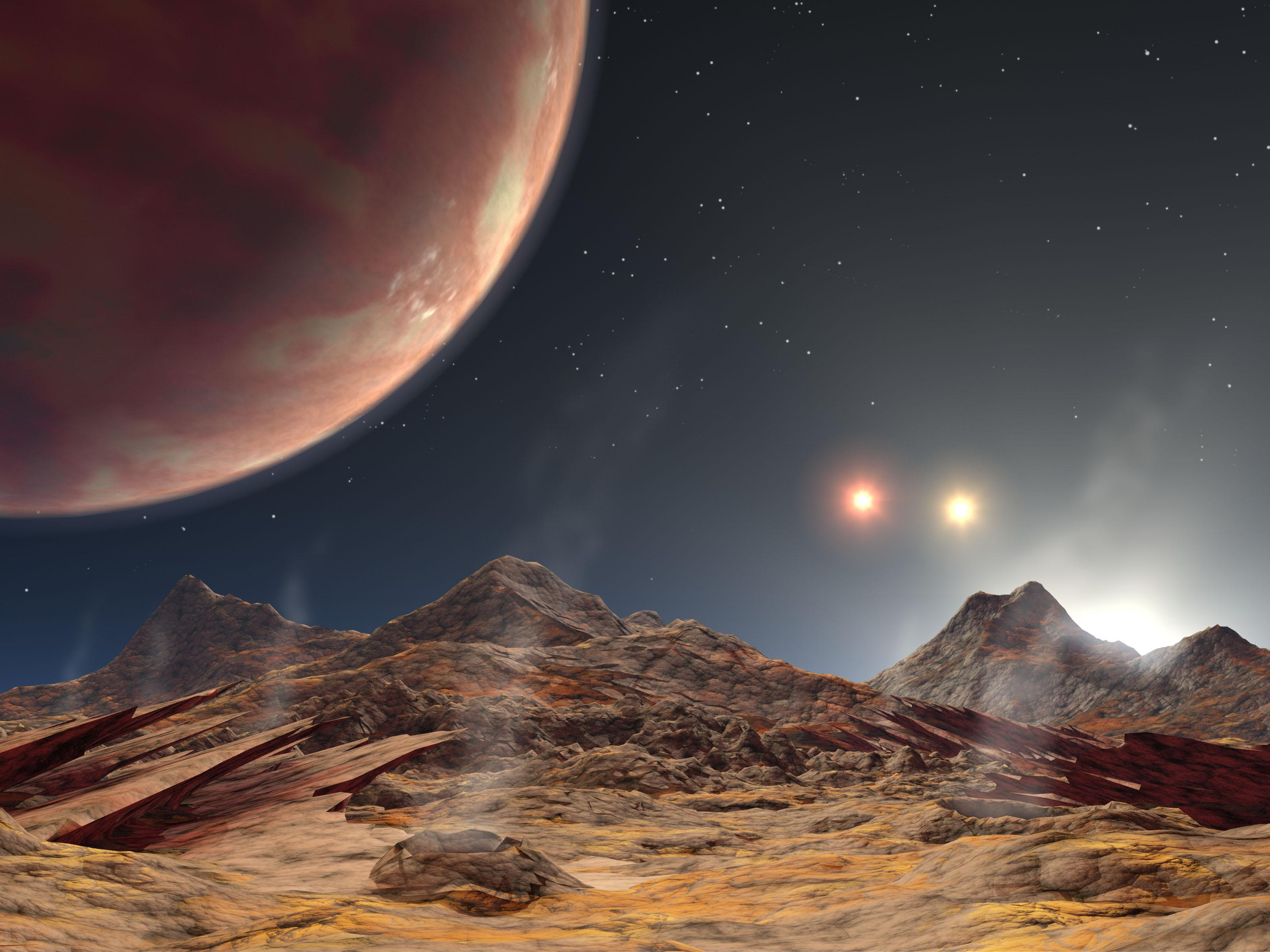
HD 188753 A b в представлении художника

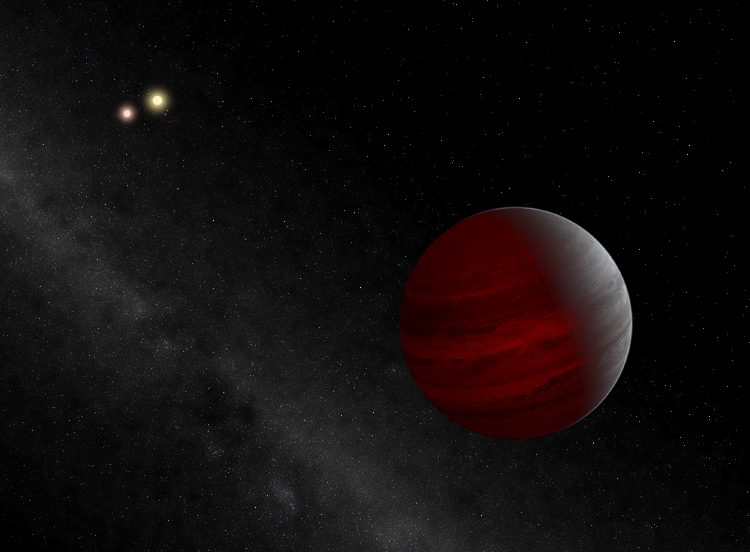

Голландский астроном Симон Цварт (Simon Zwart) из Амстердамского университета и его американский коллега Стив Макмиллан (Steve McMillan) из университета Дрексела (Drexel University, Philadelphia, Pennsylvania) предположили, что планета первоначально сформировалась у одиночной звезды, а затем в результате тесного сближения эта звезда объединилась с двойной звездой в тройную систему. Такое объяснение на первый взгляд может показаться маловероятным, однако если учесть, что большинство звёзд рождается не в одиночестве, а целыми скоплениями, то шансы встретиться для молодых звёзд оказываются значительно выше, чем для старых.
Цварт и Макмиллан смоделировали на компьютере движение звёзд в типичном рассеянном звёздном скоплении и оценили вероятность подобного захвата. Оказалось, что в каждом скоплении должно образовываться в среднем 5-6 тройных систем с планетами наподобие HD 188753. Или, иначе говоря, на каждые миллион одиночных, двойных и тройных систем в нашей Галактике должно приходиться около 120 тройных звёзд с планетами. Это не слишком много, но всё же обнаружить такие системы вполне возможно.